# Sing It Again Rod
Sing It Again Rod – pierwszy album kompilacyjny angielskiego piosenkarza rockowego Roda Stewarta. Wydany został w 1973 roku.

## Lista utworów
1. „Reason to Believe” (Tim Hardin)
2. „You Wear It Well”
3. „Mandolin Wind”
4. „Country Comfort”
5. „Maggie May”
6. „Handbags and Gladrags”
7. „Street Fighting Man”
8. „Twisting the Night Away”
9. „Lost Paraguayos”
10. „(I Know) I'm Losing You”
11. „Pinball Wizard” (z  opery rockowej „Tommy”)
12. „Gasoline Alley”